# Orografisk nedbør
|  | Dublet Denne artikel handler om det samme som stigningsregn. (Diskutér artiklen) |

Orografisk nedbør er en betegnelse for nedbør fra skyer der er blevet skabt grundet luftens opglidning ved en bakke eller bjergside. Luften afkøles ved opstigning, hvorved vanddampen fortættes, og der vil derfor blive dannet skyer og nedbør. Den orografiske nedbør er grunden til at der i Danmark er mest nedbør på skråninger som vender mod vest, da nu at fugtig vind kommer fra vest.